# عين الذهب
عين الذهب، (بالإنجليزية: Aïn Dahab)، إحدي بلديات ولاية تيارت، الجزائر. أنشئت بلدية 'عين الذهب' في المحيط البلدية المختلطة لجبل 'الناظور' سنة 1906 وهي بذلك تعد المركز الثالث للبلدية وكان يطلق عليها اســم "لُـوسَك"، نسبة إلى كترجمة لكلمة الفرنسية (l'eau sèche) والتي تعني الماء الصافي أو المنبع الجاف.
وقد سميت بعد ذلك 'بعين الذهب' أو'لفونتان ' في العهد الاستعماري نظرا لوجود نبع ذو مياه وفيرة وعذبة حيث كان رحل يستريحون عندها باعتبارها مصادر شرب لهم ولماشيتهم وقبل تقسيم الإداري الجديد كانت تابعة إقليميا لدائرة 'السوقر'.
وبعد ذلك أي سنة 1991 م أصبحت مقرا لدائرة 'عين الذهب' تضم ثلاث بلديات: بلدية عين الذهب مقر الدائرة، وبلدية النعيمة تبعد عنها بحوالي 30 كلم، وبلدية الشحيمة تبعد عنها بحوالي20 كلم.

## تركيبة المجتمع
تحتوي بلدية عين الذهب على عدة أعراش رئيسية :
- عرش أولاد سيد الشيخ (شوايخ)
- عرش أولاد بوعفيف (لحرار).
- عرش الكعابرة.
- عرش اولاد عزيز
- عرش أولاد سيدي الناصر
- فرقة أولاد زواي.
- أولاد سيدي أحمد المجدوب.
- أولاد سيدي خالد

## وصلات أخرى

### وصلات داخلية
- دائرة عين الذهب.